# Uusimaa (tidning)
Uusimaa är en tidning i Borgå. Den publiceras sju gånger i veckan, och dess upplaga är 10 039 exemplar (LT 2016). Uusimaa ges ut av Södra Finlands Media, som är del av Mellanfinnen-koncernen.

## Historia
Uusimaa grundades 1894. Tidningens grundare och första redaktör var Vihtori Peltonen. Tidningen publicerades även i västra Nyland före området fick sin egen tidning.